# 彼得·德霍赫

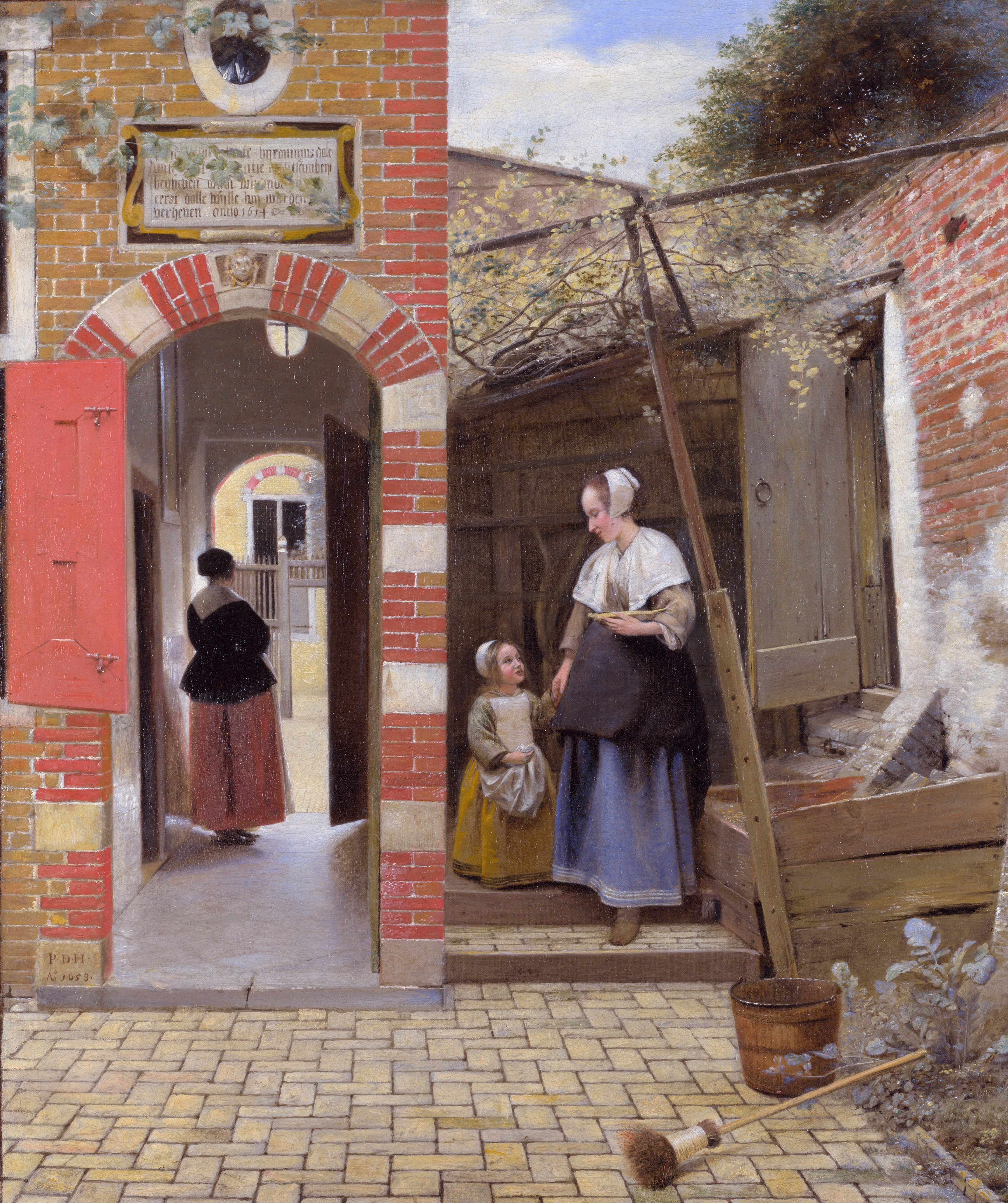
代尔夫特房屋的庭院

彼得·亨德里克松·德霍赫（荷蘭語：Pieter Hendricksz. de Hooch，發音：[ˈpitər ˈɦɛndrɪksoːn də ˈɦoːx]；1629年12月20日—1684年3月24日），荷兰风俗画家。

## 生平
早年从师于风景画家尼古拉斯·彼得松·贝尔赫姆，1650年起为艺术收藏家于斯特斯·德·拉格朗日（Justus de la Grange）做画师和助手，后随其游历莱顿、海牙、代尔夫特。1655年成为圣卢克画家行会成员。1661年赴阿姆斯特丹直至终老。
霍赫擅长描绘荷兰人的日常生活，注意细节，色调温暖。其笔下的人物多半是朋友、家人和女仆。在代尔夫特时，其成就达到了巅峰，后来则转而描绘中产阶级生活。其主要作品有《男人为女人递上一杯酒》（1654-1655）、《来访》（1657）、《奢华室内的玩牌者》（1663-1665）、《代尔夫特的房屋的庭院》（1658）、《荷兰庭院》（1659-1660）。